# Takuma Hidaka
Takuma Hidaka (日高 拓磨 Hidaka Takuma?), född 8 april 1983 i Hiroshima prefektur, är en japansk fotbollsspelare.
Hidaka började sin karriär 2006 i Sagan Tosu. Han spelade 130 ligamatcher för klubben. 2011 flyttade han till Consadole Sapporo. Efter Consadole Sapporo spelade han för Kataller Toyama. Han avslutade karriären 2015.